# Nando de Colo
Nando de Colo (Sainte-Catherine, Pas-de-Calais, 23 juni 1987) is een Frans basketballer.

## Loopbaan
De Colo begon zijn loopbaan in 2006 bij Cholet Basket. In de NBA Draft van 2009 werd hij in de tweede ronde gedraft met de 23e keuze (53e in totaal) door de San Antonio Spurs. Hij bleef echter in Europa om te spelen voor Valencia BC, in de Liga ACB in Spanje. Hij werd in juli 2012 vrijgelaten bij de Spaanse club om naar de San Antonio Spurs te verhuizen. In december 2012 werd hij naar de Austin Toros gestuurd in de D-League, de ontwikkelingscompetitie van de NBA. In 2014 verhuisde hij naar CSKA Moskou in Rusland. Met CSKA won hij twee keer de EuroLeague in 2016 en 2019. In 2016 wonnen ze van Fenerbahçe uit Turkije met 101-96 na verlenging. In 2019 wonnen ze van Anadolu Efes uit Turkije met 91-83. In 2019 verhuisde hij naar Fenerbahçe uit Turkije. In 2022 keerde hij terug naar Frankrijk om te spelen voor LDLC ASVEL.
Hij won met het Frans basketbalteam de zilveren medaille bij de Olympische Spelen van 2020 in Tokio en bij de Olympische Spelen van 2024 in Parijs. In de finale van 2020 was Amerika met 87-82. In de finale van 2024 was Amerika weer te sterk nu met 98-87.

## Erelijst
- MVP van het Franse kampioenschap: 2008
- Olympische Spelen:  2020, 2024
- Wereldkampioenschap:  2019
- Europees kampioenschap:  2013,  2011,  2015
- EuroLeague: 2016, 2019
- VTB United League: 2014-15, 2015-16, 2016-17, 2017-18, 2018-19